# Camillo Ruini
Camillo Ruini (Sassuolo, 19. veljače 1931.) talijanski je prelat Katoličke Crkve koji je 1991. proglašen kardinalom. Bio je predsjednik Talijanske biskupske konferencije od 1991. do 2007. i generalni vikar Rimske biskupije od 1991. do 2008. godine.
Dana 17. ožujka 2010. Vatikan je osnovao povjerenstvo koje će ispitati fenomen Međugorja u Bosni i Hercegovini, gdje je šest mladih ljudi reklo da su imali viđenja Marije od ranih 1980-ih. Ruini je bio predsjednik povjerenstva. U siječnju 2014. Povjerenstvo je dostavilo svoje izvješće Kongregaciji za nauk vjere.